# Amban

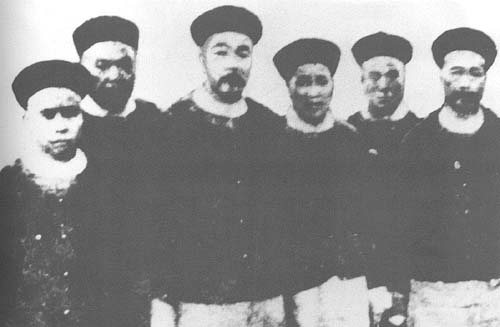
Amban du Tibet, Youtai (3e à gauche) en 1910 en Thaïlande.

Amban (Mandchou : ᠠᠮᠪᠠᠨ ; transcription phonétique en chinois : 昂邦 ; pinyin : ángbāng ; tibétain : ཨམ་བན་, Wylie : am bna, THL : am ben, pluriel en mandchou : ambasa) est un mot mandchou signifiant « haut responsable », qui correspond à un titre officiel qui varie dans sa portée avec le temps, au sein du gouvernement impérial de la dynastie Qing. Il est traduit en chinois par Dachen 大臣, dàchén, Wade : Ta-jên ou plus complètement, par Zhuzha dachen 驻札大臣 / 駐劄大臣, zhùzhā dàchén, « résident impérial ».

## Types d'amban
Il existait quatre grands types d'ambam.
Au niveau national, les membres du Grand Conseil (mandchou : , translittération ：Coohai nashūn-i amban) et les gouverneurs généraux Qing (mandchou : , translittération ：Uheri kadalara amban).
Au niveau régional, les résidents impériaux Qing (mandchou : , translittération ：Seremšeme tehe amban ; chinois : 駐劄大臣 ; pinyin : zhùzhá dàchén et , THL : Ngang pai) en poste au Tibet, au Qinghai (Amban de Xining), en Mongolie, à Tannu Uriankhai et au Xinjiang, régions qui ont reconnu l'autorité des Qing mais n'ont été gouvernées ni comme les provinces du Sud-Est de la Chine, à majorité Han ou autre, ni comme la Mandchourie. Dans tous les cas, les régions ont conservé de nombreuses institutions d'origine, ou ont en vu apparaître de nouvelles, comme le Kashag au Tibet à partir de 1721 et réorganisé en 1751.

## Régions confiées aux résidents impériaux

### Mongolie
À partir de 1691 le régime des ligues et bannières est mis en place dans les deux Mongolies, à Tannu Uriankhai (aujourd'hui République de Touva en fédération de Russie).

#### Mongolie-Extêrieure
Le résident impérial de la région des Khalkhas de l'aïmag de Tusheet khan (zh) (mongol : Түшээт хан аймаг) de Mongolie-Extérieure est mis en place en 1761 et est basé à Ourga (aujourd'hui Oulan-Bator) sous le nom transcrit en chinois par Kulun Banshi Dachen (zh) (Mongol : , translittération ：Khüreenii amban noyon ; 庫倫辦事大臣, kùlún bànshì dàchén).

#### Montolie-Intérieure
La Mongolie-Intérieure n'avait pas de amban et était divisée en plusieurs parties, dont la Voie du Guisui crée en 1741 en son centre, gouvernée depuis Guihuacheng (归化城, aujourd'hui Hohhot), et sera intégré au District spécial de Suiyuan gouverné sous la République de Chine, avant d'être réunifié sous le nom de région autonome de Mongolie-Intérieure en 1954, sous la République populaire de Chine.

### Qinghai
L'amban du Qinghai (青海辦事大臣, qīnghǎi bànshì dàchén) ou Amban de Xining (西宁辦事大臣, xīníng bànshì dàchén), résident impérial du Qinghai, était basé à Xining, dans l'actuel district de Chengzhong.

### Tibet

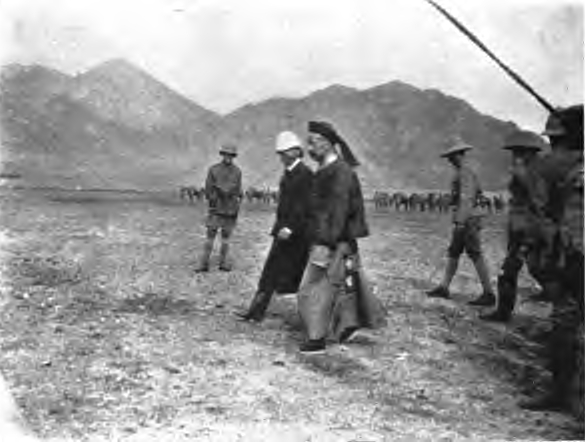
L’amban Youtai (有泰) et le colonel Francis Younghusband assistant aux courses de chevaux organisées à Lhassa par la puissance occupante en 1904.

Selon Luciano Petech, à partir de 1751, le protectorat exercé par la dynastie Qing au Tibet prend sa forme définitive et demeure inchangé jusqu'en 1912, à l'exception de quelques aménagements en 1792 où, aux droits de contrôle et de regard donnés aux ambans (ministres chargés des affaires tibétaines), s'ajoutent une participation directe au gouvernement tibétain.
Selon l'ambassadeur de Chine à Singapour Hong Xiaoyong, de 1727 à 1911, ce sont en tout 57 amban (ministres chargés des affaires tibétaines sous la dynastie Qing) qui sont en poste au Tibet où ils ont la haute main sur l'administration locale pour le compte de l'autorité centrale.
Thomas Manning le premier Anglais à se rendre à Lhassa qu'il atteignit au XIXe siècle, début décembre 1811, décrit les amban en ces termes : « En règle générale, il apparaissait que les grands mandarins de Lhassa sont des gredins et des crapules... Car Lhassa est une ville bien misérable: pour les grands mandarins, y être envoyé constitue une sorte de bannissement et ceux qui reçoivent cette affectation se sont le plus souvent rendus coupables de quelque malversation... Cet emploi systématique d'hommes à la moralité douteuse pour gouverner le Tibet me paraît exécrable. Cette politique déplaît certainement au Grand Lama et aux Tibétains, et elle tend à attiser leur prévention contre le gouvernement chinois. Si je me fie à ce que j'ai vu et entendu, je ne puis m'empêcher de songer que les Tibétains se libéreraient sans trop de regrets de l'influence chinoise. »

#### Pouvoirs
Selon la tibétologue Anne Chayet, certains des ambans relevaient de l'ordre militaire, ainsi Xijiu, qui en 1706 signifie au 6e dalaï-lama, l'ordre d'exil que lui impose l'empereur Kangxi, ou encore Yansin, qui préside le gouvernement provisoire de 1720 à 1722, après l'invasion dzoungare. Heshou remplit auprès de Labzang une mission comparable à celle des deux ambans envoyés à Lhassa en 1927. En 1750 les deux ambans assassinent 'Gyur med mam rgyal, puis sont assassinés à leur tour par la foule de Lhassa. Les règlements de 1751 précisent alors le rôle des ambans.
Le règlement en 29 articles, publié en 1793 (à la fin de la seconde invasion du Tibet par les Gurkhas), place cette fois les ambans sur un pied d'égalité, sur le plan politique, avec le dalaï-lama. Selon Wang Jiawei et Nyima Gyaincain, en 1793, les ambans des Qing exerçaient les pouvoirs suivants :
- le pouvoir administratif : prendre en charge, avec le dalaï-lama, le kashag, et s'occuper des affaires concernant les responsables en dessous de l'échelon de kaleun et les trulkou ;
- le pouvoir personnel : parrainer la cérémonie de tirage au sort et rendre compte à l'empereur de la réincarnation du dalaï-lama, du panchen lama et autres tulkou ;
- le pouvoir militaire : contrôler le recrutement et l'envoi des troupes tibétaines, choisir et nommer les responsables militaires en dessous de l'échelon de depeun et inspecter les troupes tibétaines ;
- le pouvoir judiciaire : examiner et approuver la sanction des criminels et enquêter sur les responsables ayant enfreint la loi et les punir ;
- le pouvoir de traiter des affaires étrangères ayant trait au pays voisins ;
- le pouvoir financier : superviser la frappe de la monnaie, vérifier le paiement des impôts et le budget du gouvernement.

Ces divers pouvoirs représentaient la souveraineté de l'État, et en aucun cas les détenteurs de ces pouvoirs n'étaient des « ambassadeurs chinois au Tibet » : aucun ambassadeur de par le monde ne jouit de tels pouvoirs[réf. à confirmer].
Selon l'universitaire chinois Rong Ma, sous la dynastie Qing, la principale mission échue aux deux amban et à leurs troupes était de s'assurer de la subordination du Tibet au pouvoir impérial, de maintenir le Tibet en paix et de le défendre contre toute invasion étrangère. Il y avait 3 000 soldats (han, mongols et mandchous) à Lhassa au début du XVIIIe siècle, leur nombre croissant jusqu'à 10 000-15 000 pendant la guerre contre les Gurkhas en 1791. « Il ne saurait y avoir aucun doute quant à la subordination du Tibet à la Chine gouvernée par les Mandchous dans les premières décennies du XVIIIe siècle (Melvyn C. Goldstein) ».
Selon Rong Ma, les commissaires (amban) de Lhassa étaient par ailleurs chargés d'organiser le commerce entre le Tibet et les autres régions. La régulation de ce commerce se faisait surtout par voie administrative. Ainsi, pendant le règne de l'empereur Qianlong (1736-1795), le gouvernement tibétain acheta du cuivre provenant de la province de Yunnan à trois reprises par l'intermédiaire des commissaires chinois de Lhassa. Lorsque le gouverneur du Yunnan Li Sirao refusa de fournir du cuivre au Tibet en 1779, le dalaï-lama s'en plaignit auprès des commissaires et Qianlong fit des remontrances officielles au gouverneur.

#### Pavillon de l'amban

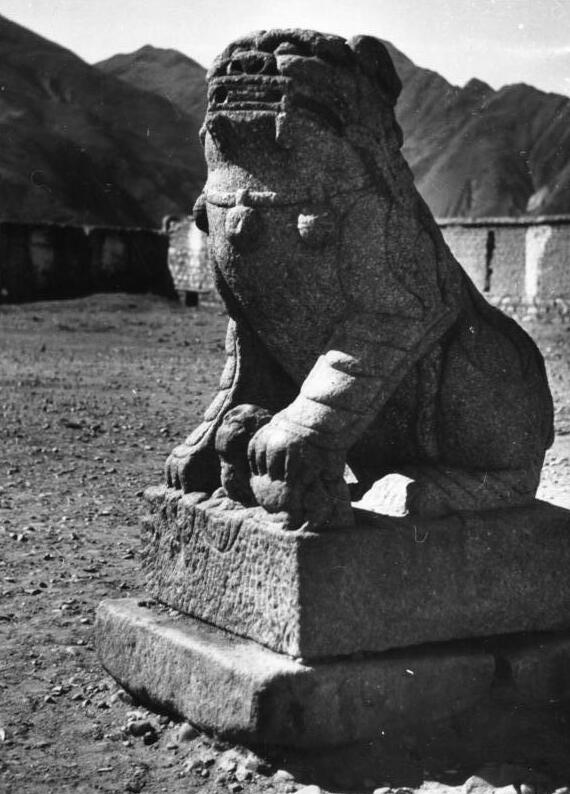
Un lion de pierre devant l'ancienne résidence chinoise, 1939.

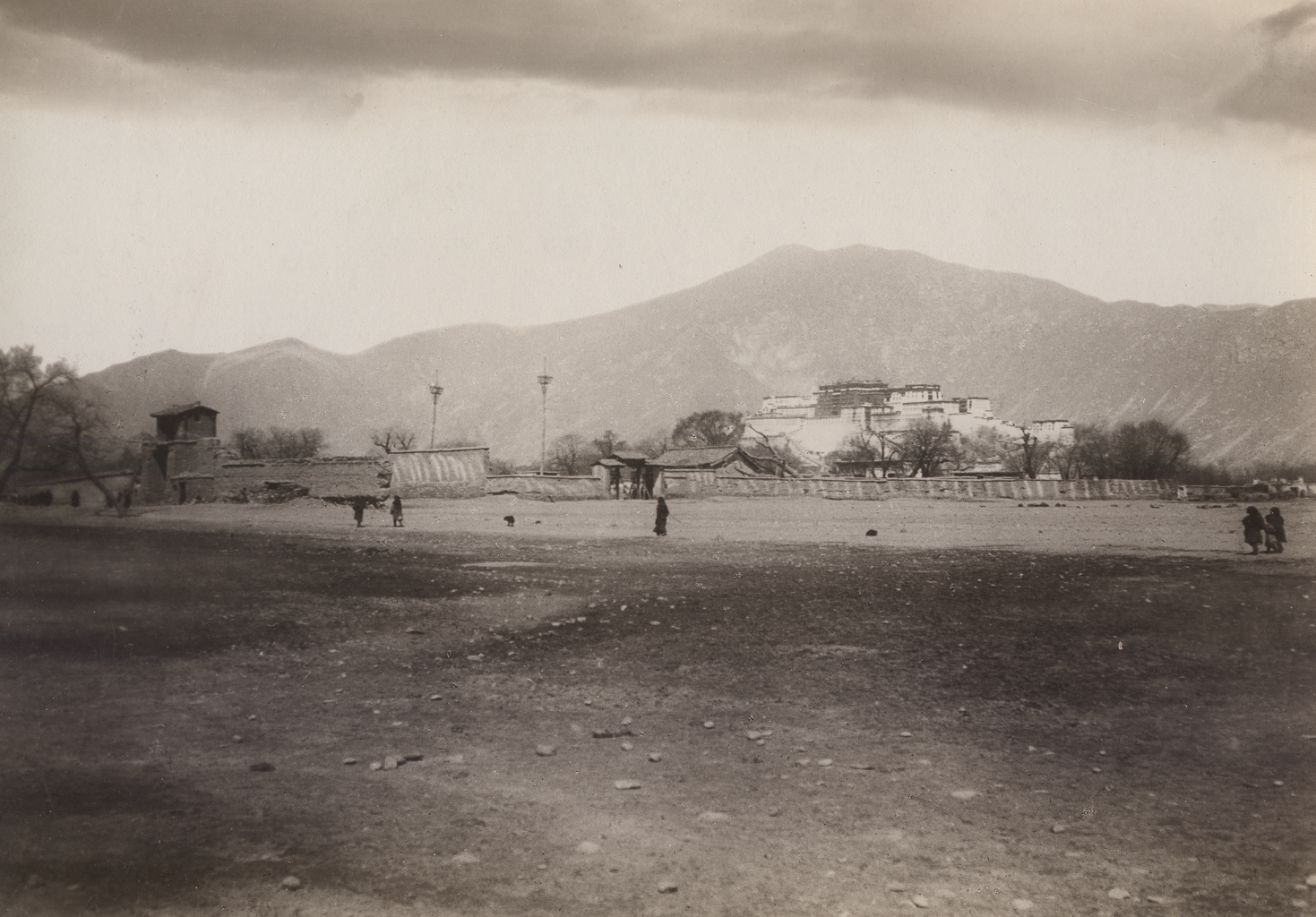
Yamen de l'amban (vers 1900~1901) vu du Sud-Est On peut voir, autour du portail, les anciennes enceintes de Lhassa détruites en 1721.

Le pavillon de l' amban à Lhassa est situé à 4 km à l'est du palais du Potala. Il servit, de 1787 à 1911 (pendant l'empire Qing), à accueillir les dignitaires tibétains venus saluer l'amban à son arrivée et à son départ. Le site mariait l'architecture tibétaine traditionnelle et le style de jardin à la chinoise.
Après la fin des Qing, le pavillon fut encore utilisé à deux occasions :
- En 1940, quand Wu Zhongsun, le commissaire aux affaires mongoles et tibétaines, fut envoyé par Chang Kai-shek, pour assister à l'intronisation du 14e dalaï-lama.
- En août 1956, lorsque le Comité préparatoire à l'établissement de la région autonome du Tibet fut établi, Tenzin Gyatso, le 14e dalaï-lama et Choekyi Gyaltsen, le 10e panchen lama et des milliers de Tibétains vinrent saluer la délégation du gouvernement central conduite par le vice premier ministre Chen Yi. Depuis, le pavillon a été laissé à l'abandon et il ne reste que des murs et des colonnes en bois. Le gouvernement régional a approuvé, à l'été 2009, un projet de restauration du site[12].

#### Résidence de l'amban
Au XVIIIe siècle, les ambans résident à Lhassa au Tromsikhang, le grand hôtel particulier que le 6e dalaï-lama avait édifié sur le côté nord du Jokhang et qui avait abrité le chef mongol Lhazang Khan jusqu'à son assassinat en 1717.

#### Rapports entre l'amban et le13edalaï-lama
Peu avant d'envoyer un corps expéditionnaire au Tibet en 1903, les Britanniques proposèrent au gouvernement chinois une rencontre au hameau nommé Khampa Dzong, où un accord de non-agression et de commerce serait négocié. Le gouvernement chinois accepta et ordonna au 13e dalaï-lama de s'y rendre, mais celui-ci refusa et ne voulut pas davantage fournir à l’amban (alors Youtai) sis à Lhassa le moyen de le faire. George Curzon en conclut que la Chine ne disposait d'aucun pouvoir ni autorité sur le gouvernement tibétain et obtint de Londres l'autorisation de déclencher une opération militaire sous le commandement du lieutenant-colonel Francis Younghusband. La Chine ne porta pas la moindre assistance militaire aux Tibétains, qui durent faire face seuls à l'armée britannique. Selon Michael Harris Goodman, citant Perceval Landon qui accompagna l’expédition de militaire, l’amban, sans pouvoir réel, se contentait d’une observation des formalités[citation nécessaire],.
Selon l'historien Max Oidtmann, à la fin de l'hiver 1910, en violation des accords de ravitaillement avec le gouvernement impérial des Qing, l’amban se vit couper les vivres par Thubten Gyatso, le 13e dalaï-lama, en raison de la brusque dissolution, par les administrateurs impériaux, des domaines que le gouvernement tibétain possédait dans le Kham. Quand une colonne de secours, partie du Sichuan et menée par le général Zhao Erfeng arriva à Lhassa pour faire respecter l'accord, le dalaï-lama, accompagné de membres de son gouvernement, s'enfuit en Inde avec un détachement de cavaliers[réf. à confirmer]. Cependant, selon Roland Barraux, l’amban justifia l'arrivée de l'armée mandchou en affirmant qu'elle avait pour mission de sécuriser les routes et le commerce conformément aux traités signés en 1904 et 1906. L'historien K. Dhondup a écrit qu'un des premiers numéros du Journal vernaculaire du Tibet, paru alors que le 13e dalaï-lama de retour à Lhassa après un premier exil n’allait pas tarder à devoir repartir. Le journal annonçait en août 1909 l'arrivée de Zhao Erfeng en ces termes : « N'ayez pas peur de l'amban Chao et de son armée. Ils ne feront aucun mal aux Tibétains, mais à d'autres peuples. En y réfléchissant, vous vous souviendrez combien vous vous êtes sentis honteux quand les soldats étrangers sont arrivés à Lhassa et vous ont tyrannisés. Nous devons tous être forts en raison de cela, sinon, notre religion sera détruite. ». Le 3 janvier 1910, l’armée chinoise entra dans Lhassa, tirant au hasard dans la ville, blessant et tuant de nombreuses personnes et policiers.

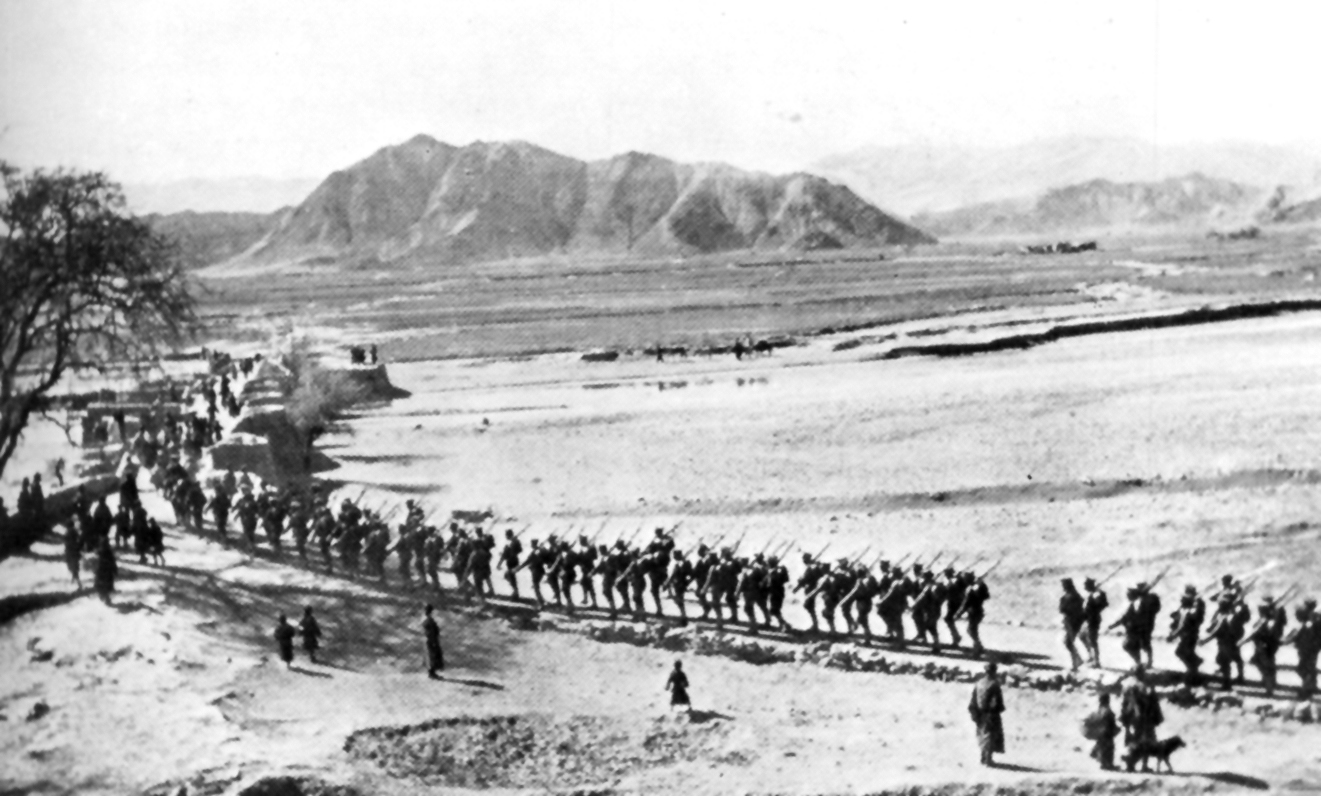
L'armée chinoise quittant Lhassa en 1912.

Après la chute de la dynastie des Qing en 1912, l’amban et son escorte militaire furent expulsés de Lhassa.

#### Polémique au sujet de la fonction
Selon l'orientaliste Françoise Aubin, la fonction d’amban est « au centre de la polémique historique qui oppose de nos jours les partisans de la Chine populaire et ceux du théocrate en exil au sujet de la nature des rapports passés entre Chine et Tibet ».
L'historien Laurent Deshayes considère que l'ensemble des commissaires impériaux envoyés au Tibet au XIXe siècle n'eurent pas un pouvoir réel à l'exception toutefois de Qishan. Isabelle Charleux considère que ce pouvoir varie selon la personnalité des ambans, au XIXe siècle leur autorité est faible.

### Xinjiang
Le Xinjiang était géré par deux ambans distincts.
Un pour l'Altishahr (les six villes), dans les régions ouïghoures, et un en Dzoungarie, pour les régions mongoles et kazakhes.
Aurel Stein, lors de son voyage à Khotan, qu'il appelle son ami le Ch'ê Ta-jên, à son Ya-mên, dit de lui qu'il le reçoit comme un vieil ami, mais avec honneur et cérémonie. Son accueil comprend des exécutants en rouge, ce qu'il n'avait pas vu du temps de P'an Ta-jên dans ce yamen. Il lui présente une copie éditée par Clarendon Press du « Voyages de Fa-Hsien » la plus ancienne source connue de pèlerinage bouddhiste chinois en Inde. Il invite des Begs et des Qazis pour sa réception au palais de Nar-Bagh (ancien palais de Naz Hakim Beg). Huit Ssǔ-yehs le représentant étaient également présent. Il décrit des prostrations différentes chez les begs turcs locaux et les dignitaires chinois.

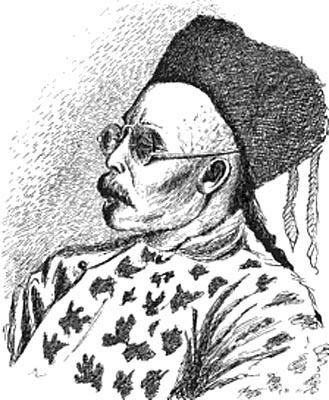
Liu Darin, amban de Khotan.
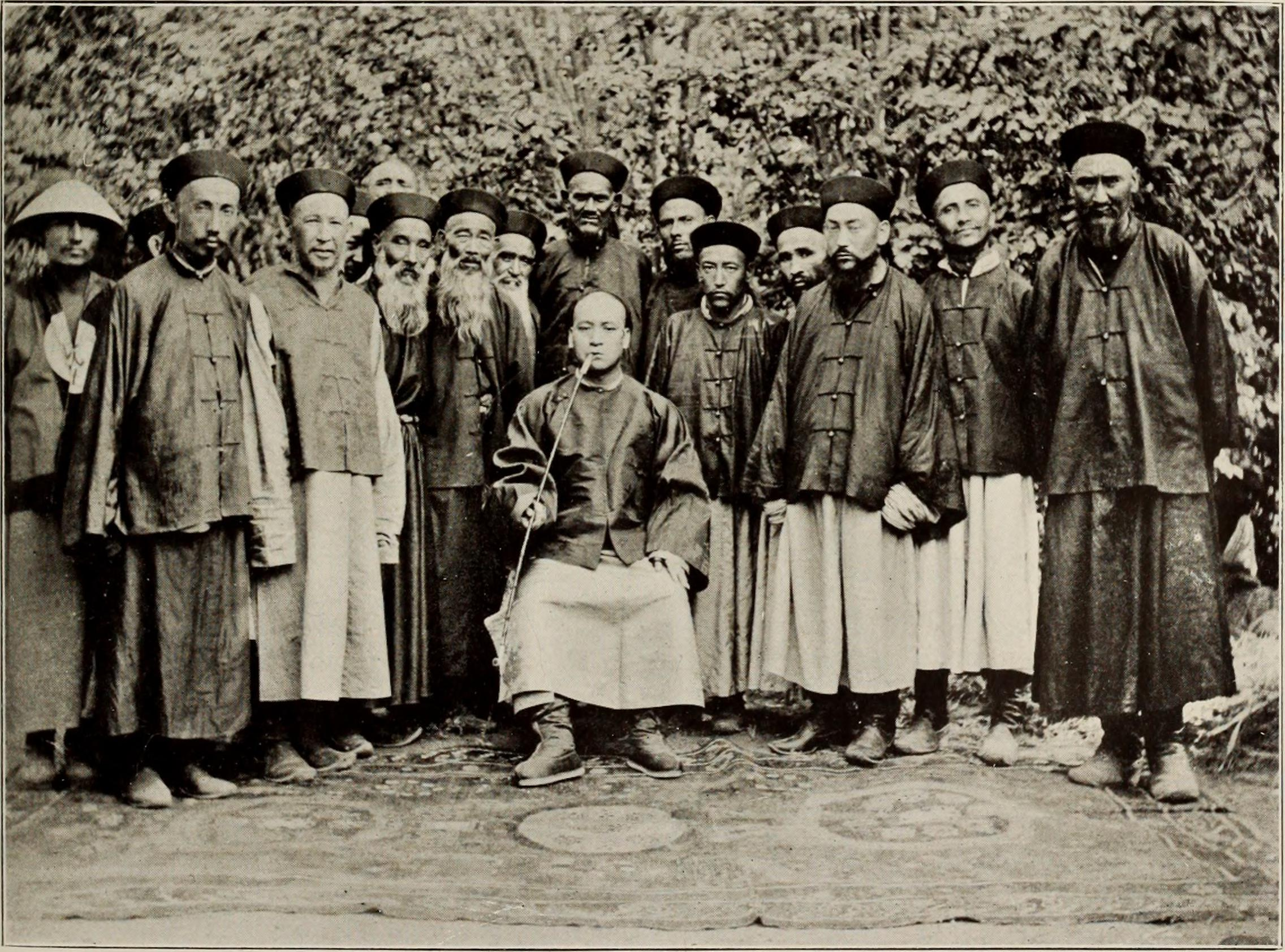
Ch'ê Ta-jên, amban de Khotan avec des begs. à droite le Beg de Kayash.
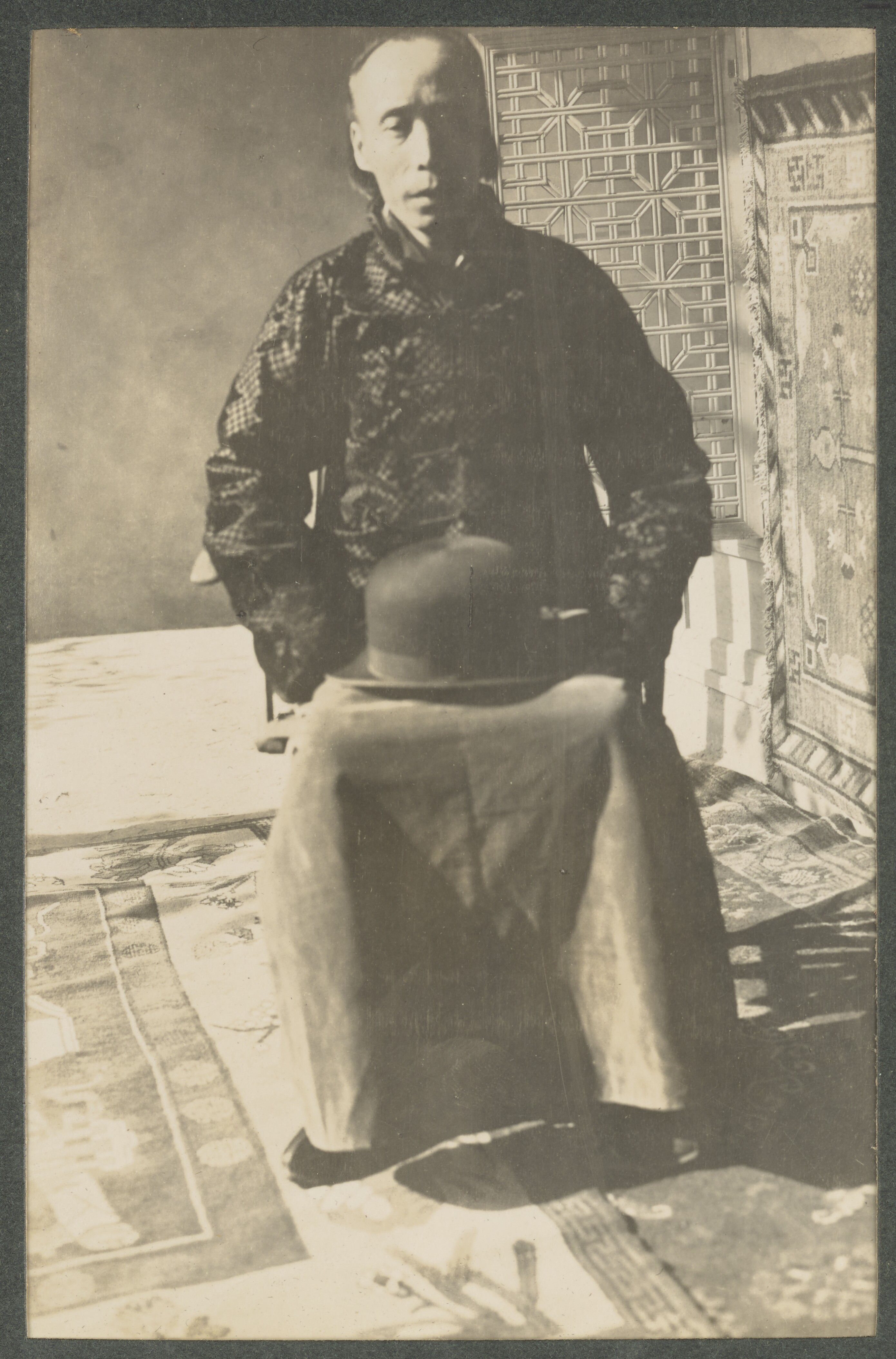
Amban du Karghalik (en) (Yecheng), près de Kashgar.